# شهرستان یاشکولسکی
شهرستان یاشکولسکی (به لاتین: Yashkulsky District) یک شهرستان در روسیه است که در قالمیقستان واقع شده‌است.